# Vaaranjärvi, Norrbotten
Vaaranjärvi är en sjö i Pajala kommun i Norrbotten och ingår i Kalixälvens huvudavrinningsområde. Sjön har en area på 0,037 kvadratkilometer och ligger 170,6 meter över havet.

## Delavrinningsområde
Vaaranjärvi ingår i det delavrinningsområde (744948-179120) som SMHI kallar för Mynnar i Syväjoki. Medelhöjden är 176 meter över havet och ytan är 5,91 kvadratkilometer. Det finns inga avrinningsområden uppströms utan avrinningsområdet är högsta punkten. Vattendraget som avvattnar avrinningsområdet har biflödesordning 4, vilket innebär att vattnet flödar genom totalt 4 vattendrag innan det når havet efter 163 kilometer. Avrinningsområdet består mestadels av skog (46 procent), öppen mark (20 procent) och sankmarker (18 procent). Avrinningsområdet har 0,14 kvadratkilometer vattenytor vilket ger det en sjöprocent på 2,4 procent.